# فرناندو فاريلا (مغني)
فرناندو فاريلا (بالإنجليزية: Fernando Varela)‏ هو مغني أمريكي، ولد في 1 مايو 1980 في سان خوان في بورتوريكو.

## وصلات خارجية
- الموقع الرسمي